# Frédéric Page
Frédéric Laurent Page (* 28. Dezember 1978 in Menziken) ist ein ehemaliger Schweizer Fussballspieler.

## Karriere
Page begann seine Karriere in der Jugend beim FC Seon im Aargau, bevor er 1990 zum FC Aarau wechselte. Von 1996 bis 2003 spielte er mit Aarau in der ersten Schweizer Liga, musste aber zwischen 1998 und 2003 jedes Mal in die Abstiegsrunde. 2003 wechselte der Verteidiger nach Deutschland in die 2. Bundesliga zum 1. FC Union Berlin (30 Spiele, 3 Tore), ein Jahr später zur SpVgg Greuther Fürth (43 Spiele, 1 Tor) und 2006 zur SpVgg Unterhaching (30 Spiele). Ende August 2007 kehrte er mit einem Zweijahresvertrag zum FC Aarau zurück. Nach Ablauf des Vertrages wechselte er im Juni 2009 ablösefrei zu Neuchâtel Xamax und unterschrieb für drei Jahre.
Am 24. Juni 2011 unterschrieb Frédéric Page einen Zweijahresvertrag beim Super-League-Aufsteiger Lausanne-Sport. Im Sommer 2012 trennte man sich jedoch bereits und am 5. September wurde bekannt, dass Frédéric Page in der 2. Liga interregional bei Xamax Neuchâtel 2012 seine Karriere fortsetzt.
In der Saison 2012/13 bestritt Page 19 Spiele für Xamax Neuchâtel. Anschließend beendete er seine Karriere als aktiver Fußballer.